# Jaful secolului (România)
„Jaful secolului” este numele colocvial al unui jaf care a avut loc în dimineața zilei de 5 iulie 2004, în jurul orei 4.30, când Petru Nica - angajat al CPI Security - a fugit cu o mașină blindată încărcată cu bani proveniți de la filialele din Galați, Constanța și Ploiești ale băncii ABN Amro.
Suma totală transportată în autospecială a fost de 88,5 milioane lei, 33.396 de dolari și 525 euro.
Pe 12 iulie 2004, Petru Nica a fost prins într-o vilă din Snagov.
Următoarea zi, judecătorii Tribunalului București au emis mandate de arestare preventivă pe numele său și al celor doi complici.
Pe 13 ianuarie 2014, Judecătoria Sectorului 1 i-a condamnat pe Petru Nica, Romulus Aurelian Paven și Gabriel Constantin Velescu la 10 ani de închisoare, iar pe Ionela Popa, iubita lui Velescu, la doi ani și jumătate cu suspendare în acest caz.